# جورج بيركلي روس
جورج بيركلي روس (بالإنجليزية: George Berkeley Ross)‏ هو عسكري أمريكي، ولد في 24 يناير 1918، وتوفي في 1 سبتمبر 2006.